# تيرينس ديكنسون
تيرينس ديكنسون هو عالم فلك كندي، ولد سنة 1943 في مدينة تورونتو.